# 대거즈
대거즈(Daggaz)는 Skul1(조성진)과 예솔(Ye-Soul, 임예솔)로 이루어진 대한민국의 힙합 듀오이다. 2000년 결성하여 클럽 MP를 중심으로 활동하였으며, 앨범을 낼 계획도 하였으나 2001년 12월 해체하였다. 팀 이름은 두 멤버의 혀로써 관객들의 마음에 단검처럼 메시지를 새기고 싶다는 데서, 단검을 뜻하는 'dagger'를 이용하여 만들어졌다.

## 역사
처음으로 둘이 만난 것은 중앙대학교 힙합 동아리인 "Da C Side"에서였다. 이때 친분을 쌓은 둘은, 이후 'Street Hiphop vol.1'이란 앨범에서, Skul1이 속해있던 Lastin' High'란 그룹의 곡 "참회"에 예솔이 피쳐링하면서 다시 만나게 되었다. 이를 계기로 둘의 음악적 성향과 색깔, 마인드가 비슷함을 확인한 둘은 2000년 팀을 결성하였다. 
따스하고 행복한 사운드를 모토로, Skul1이 프로듀싱을 맡아 활동한 이들은, 클럽 MP의 공연을 중심으로 활동하였다. 또한 활동 시작 시기부터 MC 한새의 도움도 많이 받았으며, High Stock이라는 팀과는 함께 크루도 결성하는 등 친분이 두터웠다. Skul1은 레게톤의 걸걸한 목소리로, 예솔은 흔치 않은 여성 MC이면서 열정적인 무대매너로 주목을 받았으며, MP의 차세대 기대주라는 평을 받기도 하였다.
2001년 앨범 준비를 발표하고 곡 작업을 열심히 하던 이들은, 돌연 2001년 12월 23일, 자신들의 팬클럽인 "칼날파"의 다음 카페에 Daggaz의 해체를 공식적으로 알리는 글을 올렸다. 글에는 해체에 대한 이유가 명시돼 있지 않았으며, 다만 친분에 문제가 생긴 것이 아니라 외부 요인 때문에 해체하는 것이라고 밝혀 팬들에게 더욱 궁금증과 아쉬움을 남겼다.
대표곡: 전력질주, 공수래공수거, Run & Run

## 해체 후
Skul1은 Stony Skunk의 멤버가 되었으며, YG 엔터테인먼트의 소속된 이후로는 한국에서 정통 레게를 하는 뮤지션으로 평가받았다. 또 그는 미국에 진출하여 Mariah Carey와 Buju Banton 등의 유명 가수로부터 호평을 받으며 활동을 펼쳤다. 군복무 때문에 활동이 일시 중단되었다가, 제대 후부터 브랜뉴 뮤직 소속으로 다시 활동 중이다.
예솔은 Daggaz 해체 이후 MC Sniper, 2soo, Double Deep 등의 앨범에 참여하는 등 간간히 활동을 보여주었으며, 2soo의 "Funkstew"에서 정규 앨범 작업 중임을 암시하는 가사를 선보였으나 아직 아무런 소식이 들려오지 않는 상태이다.